# Carlos Aganzo
Juan Carlos Fernández Aganzo, más conocido como Carlos Aganzo (Madrid, España; 27 de marzo de 1963), es un poeta, escritor y periodista. Ha sido director de Diario de Ávila y El Norte de Castilla desde 2009 hasta 2018 y, desde entonces, es director de Relaciones Institucionales del periódico y director de la Fundación Vocento.

## Biografía
Estudió Periodismo en la Facultad de Ciencias de la Información de la Universidad Complutense de Madrid, trabajando desde el inicio de dicha carrera en el diario Ya. Tras licenciarse, en 1986 se incorporó a la redacción de dicho diario, donde trabajó como crítico literario, cronista de jazz, jefe de Local, jefe de Cultura y subdirector, sucesivamente, hasta el cierre del rotativo en 1996. Ha dirigido también la revista cinematográfica Interfilms y los rotativos La Voz de Huelva, el Diario de Ávila y El Norte de Castilla. Es, además, asesor editorial de la revista cultural El Cobaya y responsable literario de los Premios Internacionales de Poesía "San Juan de la Cruz" y "José Zorrilla".
En 1998 publicó su primer libro de poemas titulado ...Ese lado violeta de las cosas, al que seguirán Manantiales 2002, Como si yo existiera 2004, La hora de los juncos 2006, Caídos Ángeles 2008, Las voces encendidas 2010, Las flautas de los bárbaros 2012, Técnica mixta 2012 y En la región de Nod 2014, entre otros. Su poesía se encuentra reunida en las antologías Ícaro en los ojos 2017 y Arde el tiempo 2018. Además, es autor de varios títulos de la colección de viajes Ciudades con encanto, de El País-Aguilar, y del ensayo biográfico Jorge Pardo, Improvisaciones 2000. Entre otros, ha obtenido los premios Jorge Guillén, Jaime Gil de Biedma, Universidad de León y Ciudad de Salamanca de Poesía. En septiembre de 2012 le fue concedido el Premio Nacional de las Letras Teresa de Ávila.
El 14 de noviembre de 2010 estrenó en el teatro Zorrilla de Valladolid, como autor de la letra, una obra dedicada a Miguel Delibes, quien fue emblemático director de El Norte de Castilla, y que lleva por título Maestro. Se trata de una obra musicada por el compositor y director de orquesta Ernesto Monsalve, escrita para orquesta sinfónica, coro y narrador. La obra fue interpretada por la Orquesta y Coro Filarmónica de Madrid, con dirección escénica de José Luis Alonso de Santos e interpretación de los textos por parte de la actriz Lola Herrera. También junto a Monsalve, y a partir de textos de Darío Velao, escribió la cantata en tres actos Ansur que se estrenó en la clausura de los actos conmemorativos del IX Centenario de la muerte del conde Pedro Ansúrez, en 2019. En aquella ocasión dieron vida a la partitura el barítono Luis Santana, la soprano Montserrat Martí Caballé, los coros Ciudad de León y Cappella Lauda y la Orquesta Filarmónica de Valladolid, bajo la dirección del autor de la música.
En 2014 fue el pregonero de la Semana Santa de Valladolid y compuso la letra del himno oficial del V Centenario de Santa Teresa de Jesús.

## Obras
POESÍA
- Ese lado violeta de las cosas. (Huerga & Fierro. Madrid, 1998)

- Manantiales. (Fundación Jorge Guillén. Valladolid, 2002 y Senén Ediciones, con dibujos de Susana Saura. Ávila, 2006))

- Como si yo existiera. (Béjar, 2004)

- La hora de los juncos. (Senén Ediciones. Dibujos de Susana Saura. Ávila, 2006)

- Caídos ángeles. (Algaida, Sevilla, 2008)

- Las voces encendidas. (Visor, Madrid, 2010. Versión en italiano: Le voci accese, Media Editorial. Messina, 2011)

- Las flautas de los bárbaros. (Everest, León, 2012 y Ars Poética, Asturias, 2017)

- La hermosura. (Libros del Aire, Madrid, 2014)

- En la región de Nod. (Reino de Cordelia, Madrid, 2014)

- Ícaro en los ojos. (Antología. Vitrubio, Madrid, 2017)

- El silencio que viene del silencio. (Detorre Editores, Córdoba, 2017)

- Arde el tiempo. (Antología. Renacimiento, Sevilla, 2018)

- Jardín con biblioteca. (Cálamo, Palencia 2020)

- Los perros y la niebla. (Fundación Valparaíso, Madrid 2021)

- Paraíso claustral. (Vaso Roto, Madrid 2023)

ENSAYOS Y LIBROS DE VIAJES
- Jorge Pardo. Improvisaciones. (Ayto. de Rivas Vaciamadrid 2000)

- Ciudades con encanto (El País-Aguilar): Ávila (2004), Toledo (2006), Segovia (2007), Tarragona (2008), Girona (2009), Lugo (2009), Soria (2009), Pontevedra (2010)

- Rutas por las Juderías de España. (El País-Aguilar, Madrid, 2008)

- Al pie de la letra. (Ayuntamiento de Ávila, Ávila, 2014)

- Madrid. (Tintablanca, Madrid 2019; versión en inglés, 2022)

- Las ciudades de Machado (Tintablanca, Madrid 2022)

- La huella de Sefarad. (Federación de Asociaciones Judías de España, Madrid 2023)